# B-Violet
B-Violet es un grupo de nu metal de Badalona, formado en 1995.

## Historia
El grupo comienza con numerosos directos, moviéndose pronto de este modo por todo el país. En 1997 ganan el primer premio del concurso Villa de Bilbao y también son seleccionadas en el Alatraveu Frontera.
En 1998, la discográfica Liquid edita su primer disco, pero tras problemas con la distribución, el disco es adquirido por Zero Records. A partir de ese momento, sus actuaciones se intensifican, llegando a tocar en los festivales más importantes, como Festimad, Espárrago rock o el festival de Doctor Music.
Su segundo disco llega en 2000 y después de la promoción, deciden desacelerar el ritmo para poder compaginar sus vidas personales con el grupo. No es hasta principios del 2004 cuando sacan su tercer disco en el que realizan un cambio sustancial al dejar de cantar en inglés y cantar todos los temas nuevos en español. A finales de ese mismo año, anuncian su separación.
En el 2008 reaparecen en las Fiestas de Masnou, incluyendo en el directo temas nuevos. También hay constancia de su actividad en directo en abril y mayo de 2010 en Cataluña y el País Vasco.

## Miembros
- Sonia Isidro - Voz
- Blanca Cereceda - Bajo
- Vanessa Blanco - Guitarra
- Merche Rosales - Batería

## Discografía
Álbumes de estudio
- 1998: Ultraviolet
- 2000: My reality?
- 2004: En este mundo